# WhoCares
Whocares — интернациональная супергруппа, созданная в 2011 году гитаристом Black Sabbath Тони Айомми совместно с Яном Гилланом для осуществления благотворительной деятельности.
В группу также вошли: барабанщик Iron Maiden Нико Макбрэйн, бывший клавишник Deep Purple Джон Лорд, гитарист HIM Микко Линдстрём и экс-басист Metallica Джейсон Ньюстед.
6 мая вышел дебютный сингл группы, состоящий из двух песен — «Out Of Mind» и «Holy Water». Все средства от продажи музыки Whocares были переданы на восстановление детской музыкальной школы № 6 в армянском городе Гюмри, которой Гиллан и Айомми помогают уже длительное время. К CD-версии сингла Whocares приложен 40-минутный документальный фильм, рассказывающий об этой школе. Для рекламы этого события на YouTube был выложен проморолик.
В 2012 году проект был заморожен в связи со смертью клавишника Джона Лорда.

## Дискография

### Синглы
- 2011 — Out of My Mind

### Сборники
- 2012 — Ian Gillan & Tony Iommi: WhoCares (2CD)